# برايان شامبرز
برايان شامبرز (1 أبريل 1965 بملبورن في أستراليا - )  (بالإنجليزية: Brian Chambers)‏ هو لاعب كريكت بريطاني. لعب مع Sussex Cricket Board ‏.